# عنصر غني بـAU
العناصر الغنية بالأدينيلات واليوريديلات (بالإنجليزية: Adenylate-uridylate-rich elements)‏ (AREs) هي عناصر تتواجد في المنطقة غير المترجمة 3' (3'-UTR) للعديد من جزيئات الرنا الرسول التي تشفر طلائع جينات ورمية، عوامل نسخ نووية، وسيتوكينات. العناصر الغنية بـAU في الغالب محددات لاستقرار الرنا في خلايا الثدييات، وتُعرَّف على أنها منطقة من الرنا الرسول تحتوي على قواعد أدينين ويوريدين متعددة. وعادة ما تستهدف الرنا الرسول لتفكيكه بسرعة.
يتأثر تفكيك الرنا الموجه بواسطة ARE بالعديد من العوامل خارجية المنشأ بما في ذلك: إسترات الفوربول، حاملات أيونات الكالسيوم، السيتوكينات ومثبطات النسخ. تقترح هذه الملاحظات أن العناصر الغنية بـAU تلعب دورا حاسما في تنظيم النسخ الجيني أثناء نمو وتمايز الخلية، وفي الاستجابة المناعية.
قُسِّمت العناصر الغنية بـAU إلى ثلاث أقسام ذات تسلسللات مختلفة. أكثر هذه العناصر تميزا هي العناصر التي تملك تسلسلا مركزيا AUUUA داخل تسلسللات غنية بـU (على سبيل المثال  WWWU(AUUUA)UUUW  حيث W إما A أو U). ويتواجد هذا في تسلسل طوله 50-150 قاعدة، وتكرارات التسلسل المركزي AUUUA  للعنصر ضرورية لوظيفته.
ترتبط العديد من البروتينات المختلفة (كمثال: HuA ،HuB ،HuC ،HuD ،HuR) بهذه العناصر وتعمل على استقرار الرنا الرسول في حين أن بروتينات أخرى مثل (AUF1 ،TTP ،BRF1 ،TIA-1 ،TIAR و KSRP) تزيل استقراره عند الارتباط به. يمكن أن ترتبط جزيئات الرنا الميكروي كذلك ببعض هذه العناصر.
 يرتبط البروتين HuD (ويسمى كذلك ELAVL4) بالعناصر الغنية بـAU ويزيد من عمر النصف لجزيئات الرنا التي تملك هذه العناصر في العصبونات أثناء تطور الدماغ ومطاوعته.
AREsite هي قاعدة بيانات حول الجينات التي تحتوي على العناصر الغنية بـAU وقد طوِّرت حديثا بهدف تقديم خصائص معلوماتية حيوية مفصلة حول العناصر الغنية بـAU.